# Виктор и Виктория (фильм, 1933)
«Виктор и Виктория» (нем. Viktor und Viktoria) — фильм немецкого режиссёра Рейнгольда Шюнцеля, музыкальная комедия 1933 года.

## Сюжет
Начало 1930-х годов, Германия. Сюзанна Лор — открытая, несколько наивная девушка, мечтающая о сценической славе. В театральном агентстве она случайно знакомится с Виктором Хемпелем, немолодым и неудачливым актёром, исполняющим роли из амплуа травести в небольших кабаре. Тот берётся опекать Сюзанну. Однажды, когда из-за болезни Виктор не может выйти на сцену, ему в голову приходит мысль сделать из Сюзанны вне сцены актёра-мужчину Виктора, который по вечерам блистал бы как травести Виктория в образе «Леди Севильи». Посулами успеха и славы он уговаривает девушку на этот подлог. Для начала пара отправляется на гастроли в Лондон. Там они знакомятся с театралом из высшего общества Робертом. Случайно подслушав разговор актёров, Роберт узнаёт тайну Виктора-Виктории. Желая поучаствовать в необычном приключении, он заводит с «ним» дружбу и с нескрываемым удовольствием заставляет «его» пережить такие «мужские ритуалы», как крепкая выпивка, флирт с дамами, драка в баре и так далее. Утром Виктора-Викторию ждёт ещё одно испытание, подстроенное Робертом — процедура бритья у парикмахера. Комичные ситуации сюжета чередуются с вокальными и танцевальными номерами.
Офицеры полиции нравов, проверяя слухи о том, что актёр Виктор всё-таки женщина, прибывают за кулисы музыкального театра. По стечению обстоятельств они застают в гримёрной подлинного Виктора — мужчину, и удаляются, убеждённые в отсутствии какого-либо мошенничества. С этого момента на сцену выходит только Хемпель, а его шоу становится чрезвычайно популярным.

## В ролях
- Рената Мюллер — Сюзанна Лор / Виктор / Виктория
- Герман Тимиг — Виктор Хемпель
- Хильде Хильдебранд
- Антон Уолбрук — Роберт

## Культурное влияние
Фильм «Виктор и Виктория», премьера которого состоялась в декабре 1933 года (с назначением Гитлера рейхсканцлером в стране стала активно формироваться идеология национал-социализма), стал последним культурным событием так называемого инновационного комедийного кинематографа Веймарской республики. Режиссёр Рейнгольд Шюнцель эмигрировал из Германии в 1937 году, актёр Антон Уолбрук — в 1936, Рената Мюллер практически перестала сниматься.
Картина стала основой для многочисленных ремейков и подражаний: «В первую очередь — девушка» («First a Girl», Великобритания, 1935 год), «Сильвия Скарлетт» («Sylvia Scarlett», США, 1935 год), «Виктор и Виктория» («Viktor und Viktoria», ФРГ, 1957 год), «Виктор/Виктория» («Victor/Victoria», США/Великобритания, 1982 год) и других.

## Критика
- Немецкая энциклопедия мирового кинематографа (Lexikon des internationalen Films) называет этот мюзикл Рейнгольда Шюнцеля обаятельным, остроумным и остающимся до сих пор современным фильмом студии UFA[3].